# Benoitia rhodesiae
Benoitia rhodesiae is een spinnensoort uit de familie van de trechterspinnen (Agelenidae).
De wetenschappelijke naam van de soort werd in 1901 als Agelena rhodesiae gepubliceerd door Reginald Innes Pocock.